# عید پنجاهه

نگاره‌ای از رویداد پنجاهه که در سبک کلیسای ارتدوکس شرقی کشیده شده‌است. در این نگاره نزول روح‌القدس بر حواریون ترسیم شده و در پایین تصویر، فردی دیده می‌شود به نام کیهان که تمثیل جهان ما است.

عید پنجاهه یا پنطیکاست (یونانی باستان [‎Πεντηκοστή [ἡμέρα‏ پـِنتِکُسته [هِـمِرا] به معنی پنجاهمین [روز]) یکی از عیدهای اصلی در میان مسیحیان است که طی آن آنچه «نزول روح‌القدس بر حواریون» نامیده می‌شود جشن گرفته می‌شود.
به باور مسیحیان، پس از مصلوب شدن و درگذشت مسیح در آدینه نیک، او در روز سوم از مرگ برخاست، که به این مناسبت عید پاک جشن گرفته می‌شود. پس از این رویداد، عیسی مسیح تا روز چهلم رستاخیز به حواریون خود آموزش می‌داد ولی در چهلمین روز عروج کرد، پیش از معراج به حواریون قول داد تا برای ادامه راهنمایی آن‌ها، روح‌القدس، شخصیت سوم تثلیث را به جای خود نزد آنان بفرستد. بر این اساس، روح‌القدس ۱۰ روز پس از معراج، یعنی پنجاه روز پس از برخاستن مسیح از مرگ(رستاخیز مسیح)، بر حواریون نزول کرد که این روز به عنوان عید پنجاهه جشن گرفته می‌شود.
عید پنجاهه از دیدگاه تاریخی و نمادین با جشن فصل درو یهودیان که شاووعوت نامیده می‌شود مرتبط است. در جشن شاووعوت، یهودیان مناسبت آنچه «اعطای ده فرمان از سوی خدا در کوه سینا، پنجاه روز پس از خروج» می‌نامند را جشن می‌گیرند.
از فعالیت‌هایی که در کشورهای گوناگون مسیحی به فراخور عید پنجاهه انجام می‌شود می‌توان به انجام مراسم در کلیسا، ضیافت‌های شام و ناهار، دسته‌های خیابانی، انجام غسل تعمید، مراسم محلی و رقص و پوشیدن جامه‌های جشن اشاره کرد.